# マカディア
マカディア（Macadia）とは、アンデス地方の民族酒であるマスカットで作る蒸溜酒のピスコをベースに、マカとローズヒップを加えたリキュール。アルコール度数は16度。
ネーミングの由来は、主成分であるマカ「maca」とスペイン語で「日」という意味の「dia」から組み合わされた造語より。

## マカディアを使ったカクテル
- マカディア・カンパリ

マカディア 3 ： カンパリ 1 ： 炭酸水 2
- マカディア・ジンジャー・エール

マカディア 1 ： ジンジャー・エール 1
- マカディア・ソーダ

マカディア 1 ： 炭酸水 1